# Stanisław Przybysz
Stanisław Przybysz (ur. 27 września 1903 w Dąbrowie, zm. 20 maja 1978 w Krakowie) – polski urzędnik administracji państwowej i samorządowej, burmistrz Chełmna, wicewojewoda krakowski.

## Życiorys
Urodził się w rodzinie Antoniego, urzędnika, i Wiktorii z Bosiackich. Walczył w szeregach powstańców wielkopolskich. Egzamin dojrzałości zdał w 1920 w Inowrocławiu w trybie eksternistycznym, w latach 1923–1925 odbył służbę wojskową w Chełmnie. Większość lat pracy zawodowej przed wojną spędził w Inowrocławiu, gdzie był sekretarzem lokalnych struktur Związku Inwalidów Wojennych, Wdów i Sierot, a od 1934 pracownikiem Zarządu Miejskiego.
W czasie kampanii wrześniowej trafił do obozu jenieckiego, z którego zdołał zbiec. Do chwili aresztowania przez Gestapo (w styczniu 1942) pracował w cukrowni w Mątwach (Inowrocław). Więziony był w poznańskim Forcie VII, następnie w Żabikowie, wreszcie w obozie koncentracyjnym Gross-Rosen i jego filii Fünfteichen. Wyzwolony 23 stycznia 1945 przez Armię Czerwoną.
7 czerwca 1945 został burmistrzem Chełmna, zastępując tymczasowo pełniącego tę funkcję Józefa Trembickiego. Był działaczem Polskiej Partii Robotniczej, wchodził w skład Komitetu Miejskiego partii w Chełmnie. W uznaniu udanej pracy na stanowisku burmistrza w trudnym okresie powojennym w 1947 przeniesiony został na stanowisko wicewojewody krakowskiego. W Krakowie pozostał już na stałe, w połowie lat 50. przechodząc do pracy na Politechnice Krakowskiej. Był dyrektorem administracyjnym i ds. inwestycji uczelni. W 1973 został mianowany na stopień podporucznika.

Był żonaty z Anną z Nowickich (1903–1984), z którą miał córkę Melanię po mężu Drzewicką (1930–2001), absolwentkę Politechniki Krakowskiej.

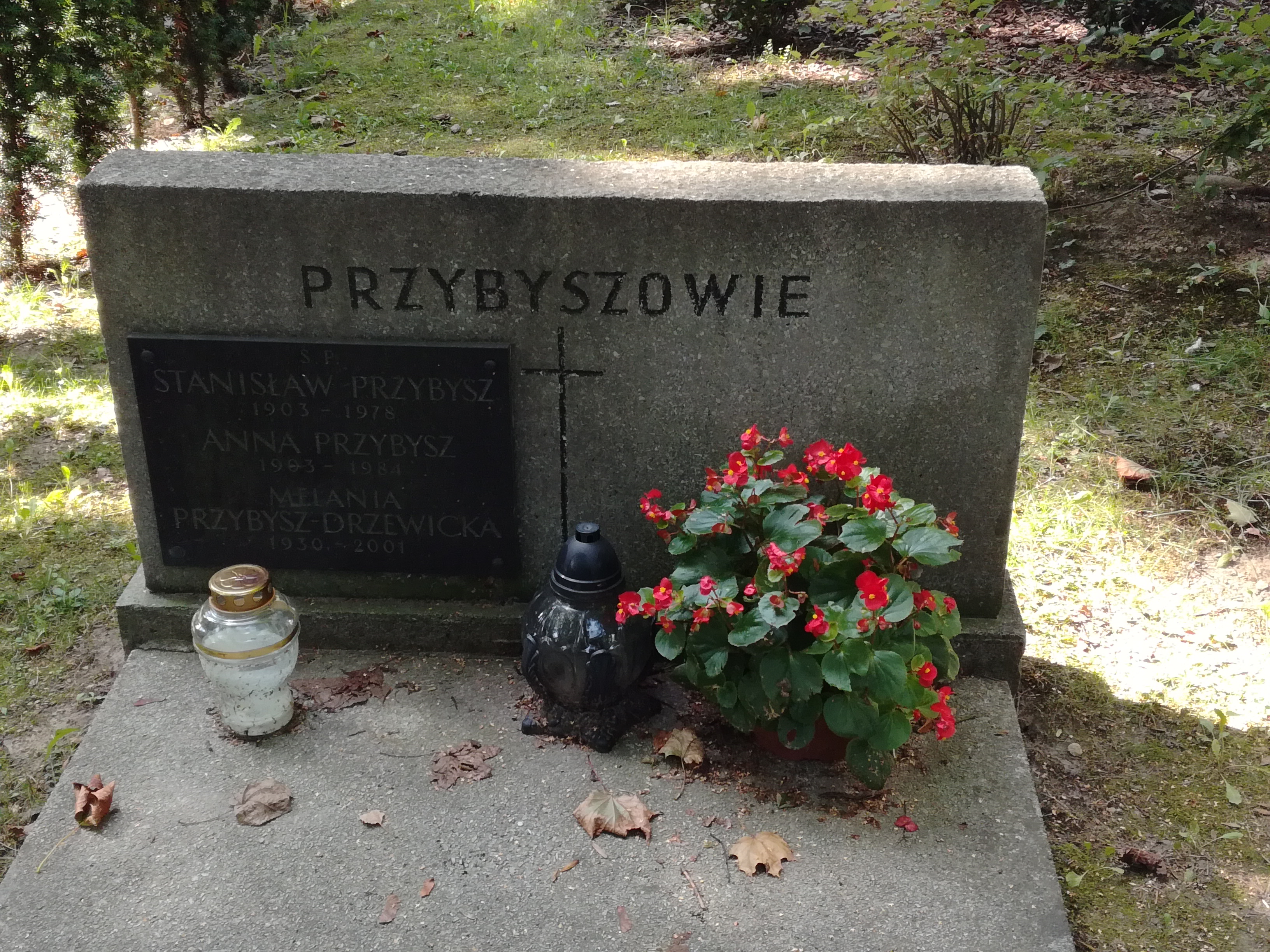
Grób Stanisława Przybysza na cmentarzu Rakowickim w Krakowie

Zmarł 20 maja 1978 w Krakowie, pochowany na cmentarzu Rakowickim (kwatera LXIX-płn-1).

## Ordery i odznaczenia
- Krzyż Oficerski Orderu Odrodzenia Polski (16 kwietnia 1949)[3]
- Krzyż Walecznych (1939)
- Medal Niepodległości (17 marca 1938)[4]
- Wielkopolski Krzyż Powstańczy (20 marca 1974)[1]
- Medal 10-lecia Polski Ludowej (15 stycznia 1955)[5]